# Рејлијев фејдинг
Рејлијев фејдинг (у литератури на српском језику чешће се користи израз фединг) је статистички математички модел за ефекат пропагационог окружења на радио сигнал, као што је онај који користе бежични уређаји.
Рејлијеви модели фејдинга претпостављају да ће амплитуда сигнала који је прошао кроз такав преносни медијум (такође познат као комуникациони канал) варирати насумично, односно фејдовати, у складу са Рејлијевом расподелом — радијалном компонентом збира два некорелисана Гаусова случајна променљива.
Рејлијев фејдинг се сматра разумним моделом за тропосферску и јоносферску пропагацију сигнала, као и за ефекте густо изграђених урбаних окружења на радио сигнале. Најприменљивији је када не постоји доминантна линеарна видљивост између предајника и пријемника. Ако постоји доминантна линија вида, Рајсов фејдинг може бити погоднији модел. Рејлијев фејдинг је посебан случај фејдинга са два таласа и дифузном снагом (TWDP).

## Модел
Рејлијев фејдинг је разуман модел када у окружењу постоји много објеката који расејавају радио сигнал пре него што стигне до пријемника. Централна гранична теорема налаже да, ако постоји довољно расејања, импулсни одзив канала ће бити добро моделиран као Гаусов процес, без обзира на расподелу појединачних компоненти. Ако не постоји доминантна компонента расејања, такав процес ће имати нулту средину и фаза ће бити равномерно распоређена између 0 и 2π радијана. Омотаћ одзива канала ће стога бити Рејлијевски распоређен.
Називајући ову случајну променљиву {\displaystyle R}, она ће имати функцију густине вероватноће:
{\displaystyle p_{R}(r)={\frac {2r}{\Omega }}e^{-r^{2}/\Omega },\ r\geq 0}
где је {\displaystyle \Omega =\operatorname {E} (R^{2})}.
Често се добитак и фаза изобличења канала представљају као комплексни број. У том случају, Рејлијев фејдинг се испољава претпоставком да су реални и имагинарни делови одзива моделирани као независни и идентично расподељени Гаусови процеси са нултом средином, тако да је амплитуда одзива збир два таква процеса.

### Применљивост
Захтев да постоји много расипача значи да Рејлијев фејдинг може бити користан модел у густо изграђеним градским центрима где не постоји линеарна видљивост између предајника и пријемника, а многе зграде и други објекти ослабљују, рефлектују, рефрактију и дифрактију сигнал. Експериментални рад у Менхетну је утврдио скоро Рејлијев фејдинг у том окружењу. У тропосферској и јоносферској пропагацији сигнала, многе честице у атмосферским слојевима делују као расипачи и такво окружење може такође приближно одговарати Рејлијевом фејдингу. Ако је окружење такво да, поред расејања, постоји и снажан доминантан сигнал на пријемнику, обично узрокован линијом вида, онда средина случајног процеса више неће бити нула, већ ће варирати око нивоа снаге доминантне путање. Таква ситуација се боље моделира као Рајсов фејдинг.
Рејлијев фејдинг је ефекат малог обима. Постоје и општије карактеристике окружења као што су губитак путање и сенчење на које се фејдинг надовезује.
Брзина фејдинга зависи од брзине кретања пријемника и/или предајника. Кретање изазива Доплеров помак у компонентама примљеног сигнала. На сликама је приказана варијација снаге током 1 секунде константног сигнала након проласка кроз једнопутањски Рејлијев канал са максималним Доплеровим помаком од 10 Hz и 100 Hz. Ови Доплерови помаци одговарају брзинама од око 6 km/h и 60 km/h на 1800 MHz, једној од фреквенција рада GSM мобилних телефона. Ово је класичан облик Рејлијевог фејдинга. Посебно су упечатљиви „дубоки фејдови“ где јачина сигнала може пасти за више хиљада пута, или 30–40 dB.

## Својства
Пошто се заснива на добро проученој расподели са посебним својствима, Рејлијева расподела се лако анализира, а кључне карактеристике које утичу на перформансе бежичне мреже имају аналитички израз.
Параметри овде разматрани односе се на нестатички канал. Ако се канал не мења у времену, не долази до фејдинга и остаје на одређеном нивоу. Различите инстанце канала у том случају биће некорелисане, јер се претпоставља да свака од расутих компоненти фејдује независно. Када се уведе релативно кретање између било ког од предајника, пријемника и расипача, фејдинг постаје корелисан и временски варијабилан.

### Стопа преласка нивоа
Стопа преласка нивоа је мера брзине фејдинга. Она квантификује колико често фејдинг прелази одређени праг, обично у позитивном смеру. За Рејлијев фејдинг, стопа преласка нивоа је:
{\displaystyle \mathrm {LCR} ={\sqrt {2\pi }}f_{d}\rho e^{-\rho ^{2}}}
где је {\displaystyle f_{d}} максимални Доплеров помак, а {\displaystyle \rho } је праг нормализован на RMS ниво сигнала:
{\displaystyle \rho ={\frac {R_{\mathrm {threshold} }}{R_{\mathrm {rms} }}}.}

### Просечно трајање фејда
Просечно трајање фејда квантификује колико дуго сигнал остаје испод прага {\displaystyle \rho }. За Рејлијев фејдинг, просечно трајање фејда је:
{\displaystyle \mathrm {AFD} ={\frac {e^{\rho ^{2}}-1}{\rho f_{d}{\sqrt {2\pi }}}}.}
Производ просечног трајања фејда и стопе преласка нивоа за одређени нормализовани праг {\displaystyle \rho } је константан и дат је са
{\displaystyle \mathrm {AFD} \times \mathrm {LCR} =1-e^{-\rho ^{2}}.}

### Доплерова спектрална густина снаге
Доплерова спектрална густина снаге канала описује колико се проширење спектра дешава. Ово показује како чиста фреквенција, нпр. синусоида, која је импулсна функција у фреквенцијском домену, бива распршена по фреквенцији након проласка кроз канал. То је Фуријеова трансформација временске аутокорелационе функције. За Рејлијев фејдинг са вертикалном пријемном антеном једнаке осетљивости у свим правцима, овај спектар је:
{\displaystyle S(\nu )={\frac {1}{\pi f_{d}{\sqrt {1-\left({\frac {\nu }{f_{d}}}\right)^{2}}}}},}
где је {\displaystyle \nu } фреквенцијски помак у односу на носиоцу. Ова једначина важи само за вредности {\displaystyle \nu } између {\displaystyle \pm f_{d}}; спектар је нула ван тог опсега. Овај спектар има карактеристичан „облик каде“.

## Генерисање Рејлијевог фејдинга
Као што је описано горе, Рејлијев канал се може моделирати генерисањем реалног и имагинарног дела комплексног броја према независним нормалним Гаусовим варијаблама. Понекад су од интереса само флуктуације амплитуде. Постоје два главна приступа за ово, са циљем да се добије сигнал са горе наведеним Доплеровим спектром снаге и еквивалентним аутокорелационим својствима.

### Јејкс-ов модел
У својој књизи, Јејкс је популаризовао модел Рејлијевог фејдинга заснован на збиру синусоида. Нека су расипачи равномерно распоређени по кругу под угловима {\displaystyle \alpha _{n}} са {\displaystyle k} зрака из сваког расипача. Доплеров помак на зраку {\displaystyle n} је
{\displaystyle f_{n}=f_{d}\cos \alpha _{n}}
и, са {\displaystyle M} расипача, Рејлијев фејдинг {\displaystyle k^{\text{тог}}} таласа у времену {\displaystyle t} може се моделисати као:
{\displaystyle {\begin{aligned}R(t,k)=2{\sqrt {2}}\left[\sum _{n=1}^{M}\right.&\left(\cos \beta _{n}+j\sin \beta _{n}\right)\cos \left(2\pi f_{n}t+\theta _{n,k}\right)\\[4pt]&\left.{}+{\frac {1}{\sqrt {2}}}\left(\cos \alpha +j\sin \alpha \right)\cos(2\pi f_{d}t)\right].\end{aligned}}}
Овде су {\displaystyle \alpha }, {\displaystyle \beta _{n}} и {\displaystyle \theta _{n,k}} параметри модела, са {\displaystyle \alpha } обично постављеним на нулу, {\displaystyle \beta _{n}={\frac {\pi n}{M+1}}}, а {\displaystyle \theta _{n,k}} се користи за генерисање више таласа.
Модификовани Јејкс-ов модел користи другачије распоређене расипаче и скалира таласе помоћу Волш–Адамарових низова ради нулте унакрсне корелације.

### Филтрирана бела бука
Други начин је да се бела Гаусова шум пропусти кроз Гаусови филтер са фреквенцијским одзивом једнаким корену из траженог Доплеровог спектра. Овај приступ је једноставнији, али захтева филтере високог реда.

### Батервортов филтер као Доплерова спектрална густина снаге
Доплеров спектар густине снаге може се моделирати и преко Батервортовог филтера:
{\displaystyle S_{Doppler}(f)=|H_{Butterworth}|^{2}={\frac {B}{\sqrt {1-(f/f_{0})^{2k}}}}}
где је f фреквенција, {\displaystyle H_{Butterworth}} је одзив Батервортовог филтера, B је нормализациона константа, k је ред филтера, а {\displaystyle f_{0}} је гранична фреквенција која се бира у складу са максималним Доплеровим помаком.